# جنفييف بيج
جنفييف بيج (بالفرنسية: Geneviève Page)‏ هي ممثلة فرنسية، ولدت في 13 ديسمبر 1927 في باريس في فرنسا.

## أعمال

### أفلام
- أغنية بلا نهاية
- الجائزة الكبرى

## وصلات خارجية
- جنفييف بيج على موقع IMDb (الإنجليزية)
- جنفييف بيج على موقع روتن توميتوز (الإنجليزية)
- جنفييف بيج على موقع ألو سيني (الفرنسية)
- جنفييف بيج على موقع ميوزك برينز (الإنجليزية)
- جنفييف بيج على موقع أول موفي (الإنجليزية)
- جنفييف بيج على موقع قاعدة بيانات الأفلام السويدية (السويدية)
- جنفييف بيج على موقع إن إن دي بي (الإنجليزية)
- جنفييف بيج على موقع قاعدة بيانات الفيلم (الإنجليزية)
- جنفييف بيج على موقع كينوبويسك (الروسية)